# Бобр Амик

Один из вариантов изображения талисмана

Амик — официальный талисман летних Олимпийских игр 1976 года, проводившихся в Монреале.

## Выбор талисмана
Канадский бобр является одним из символов Канады наряду с кленовым листом. Этот вид обитает на территории почти всей страны, кроме Крайнего Севера. Животное изображено на пятицентовой монете Канады. Также бобр был изображён на первой почтовой марке Канады, получившей название «Трёхпенсовый бобр». Начиная с XVI века бобровый мех был одним из важнейших объектов промысла в стране. Бобру присущи качества, отличающие настоящего спортсмена: терпение, сила воли, упорство.

## Имя талисмана
Имя маскота было выбрано не случайно. Слово Амик произошло из алгонквинского языка, наиболее распространённого среди коренных народов Канады. С алгонквинского языка оно переводится как «бобр». К тому же слово Амик несложно запомнить, оно легко произносится на всех языках и ассоциируется с  широко известными в мире происходящими от латинского корня словами, представленными в языках романской группы (итал. amico, исп. amigo, фр. ami), которые означают «друг».

## Цветовые варианты
Бобр Амик чёрного цвета и повязан ленточкой. Существовало несколько вариантов цвета ленточки и изображений на ней. Самым распространённым вариантом является Амик с красной лентой, на которой располагается логотип Олимпиады 1976 белого цвета. Другой вариант отличается отсутствием колец на красной ленте. Третье цветовое решение ленты отличается от двух первых тем, что она окрашена во все цвета радуги.

## Интересные факты
- Амиком звали предводителя бобров в эпической поэме Генри Лонгфелло «Песнь о Гайавате».
- Существует шутливая легенда, объясняющая странное положение свисающего хвоста Амика: якобы у художника не нашлось листа достаточных размеров, чтобы расположить хвост горизонтально[источник не указан 4217 дней].